# Станкович Євген Федорович
Євге́н Фе́дорович Станко́вич (нар. 19 вересня 1942, Свалява, Закарпатська область) — український композитор. Заслужений діяч мистецтв УРСР (1980). Народний артист Української РСР (1986). Герой України (2008). Депутат Верховної Ради УРСР 11-го скликання, голова Національної спілки композиторів України у 2005—2010 роках.

## Життєвий шлях
Євген Станкович народився у місті Свалява, в сім'ї вчителів. У віці 10 років розпочав навчання в музичній школі (клас баяна), продовжив навчання в Ужгородському музичному училищі у класі баяніста і композитора Степана Мартона, а згодом — у класі віолончеліста Й. Базела. Після закінчення музичного училища вивчав композицію у Адама Солтиса у Львівській державній консерваторії імені Миколи Лисенка. Низку інших музичних предметів (гармонія, читання партитур, поліфонія тощо) викладали такі відомі музиканти, як Станіслав Людкевич, Роман Сімович, Анатолій Кос-Анатольський, Стефанія Павлишин. У Львові Євген Станкович провчився півроку, після чого був призваний до лав армії. Відбувши військову службу, продовжував навчання в Київській консерваторії у класі Бориса Лятошинського, а з 1968 року — Мирослава Скорика. Закінчивши у 1970 році навчання в консерваторії, працював музичним редактором у видавництві «Музична Україна».
Член КПРС з 1975 року.
З 1976 року — заступник голови правління Київської організації Спілки композиторів України. З 1979 року — заступник голови правління Спілки композиторів України. З 1984 року — секретар правління Спілки композиторів України. Був головою правління (1990—1993), та головою (2004—2010) Спілки композиторів України; з 1988 — професор Національної музичної академії України, завідувач кафедри композиції. У 2017 році очолив оргкомітет Всеукраїнської відкритої музичної олімпіади «Голос Країни».

## Відзнаки
- 1976 — лауреат премії ім. М.Островського
- 1977 — лауреат Державної премії ім. Т. Г. Шевченка
- 1979 — лауреат премії конкурсу Європейського радіо
- 1980 — Заслужений діяч мистецтв України
- 1985 — лауреат Міжнародної трибуни композиторів ЮНЕСКО (камерна симфонія № 3 була внесена до десяти кращих симфоній світу за 1985 рік[7])
- 1986 — народний артист України
- 1997 — Дійсний член (Академік) Академії мистецтв України (1997)
- 2008 — Герой України
- 2017 — орден князя Ярослава Мудрого IV ступеня.[8]
- 2021 — лауреат Премії імені Бориса Лятошинського[9]

## Список основних творів
Євген Станкович є автором 6-ти симфоній та 12-ти камерних симфоній, опери, 5-ти балетів, інструментальних концертів, музики до кінофільмів тощо.

### Опери та балети
- 1978 «Коли цвіте папороть», фольк-опера, лібрето А. Стельмашенка.
- 1981 «Ольга», балет, лібрето Ю. Іллєнка.
- 1985 «Прометей-Распутін», балет, лібрето Ю. Іллєнка.
- 1988 «Майська ніч», балет, лібрето за творами Миколи Гоголя.
- 1990 «Ніч перед Різдвом», балет, за творами Миколи Гоголя.
- 1999 «Вікінги», балет, лібрето О. Биструшкіна.
- 2010 «Володар Борисфену», балет

### Вокально-симфонічні твори
- 1976 Симфонія № 3 («Я стверджуюсь») для соліста, мішаного хору та симфонічного оркестру, слова П. Тичини.
- 1978—2000 «Купало», 2-га дія із опери «Цвіт папороті», для камерного хору, перекладення М. Гобдича.
- 1985 Симфонія-Диптих, для хору a cappella, на слова Тараса Шевченка.
- 1991 Реквієм-Каддиш «Бабин Яр» для тенора, баса, хору та оркестру, слова Д. Павличка.
- 1991 «Чорна Елегія», для хору та оркестру, слова П. Мовчана.
- 1992 «Панахида за померлими з голоду», для солістів, двох мішаних хорів, чтеця та симфонічного оркестру, слова Д. Павличка.
- 1994 «Нехай прийде царство Твоє» на біблійні тексти, для мішаного хору та симфонічного

оркестру.
- 1997 Твори для жіночого хору a cappella.
- 1998 Твори для мішаного хору a cappella на слова Івана Франка.
- 1998 «Господи, Владико наш», Концерт для хору а cappella на тексти із Біблії.
- 1999 Псалом № 27 для чоловічого хору «До Тебе, Господи, взиваю я».
- 1999 Псалом № 22 для жіночого хору.
- 2000 Псалом № 83 для мішаного хору a cappella.
- 2001 «Слово о полку Ігоревим» для сопрано, тенора, баритона, баса, мішаного хору та симфонічного оркестру.

### Оркестрові твори
- 1968 Увертюра.
- 1970 Концерт № 1 для віолончелі з оркестром.
- 1971 Симфонієта.
- 1973 Симфонія № 1 (Sinfonia larga) для струнних.
- 1975 Симфонія № 2 («Героїчна») для симфонічного оркестру.
- 1977 Симфонія № 4 (Sinfonia lirica) для струнних.
- 1980 Симфонія № 5 («Пасторалей») для скрипки та симфонічного оркестру.
- 1992 Ганука для оркестру.
- 1992 Поема скорботи, для оркестру.
- 1997 Аве Марія, поема для оркестру.
- 1999 Концерт для альта та симфонічного оркестру.
- 2003 Симфонія № 6
- 2004 Концерт-поема для скрипки та симфонічного оркестру (Концерт № 1)
- 2004 Симфонія-концерт для альта та симфонічного оркестру (Концерт № 2)
- 2005 Симфоніета № 2 для чотирьох валторн та струнного оркестру
- 2006 Концерт № 2 для скрипки та симфонічного оркестру
- 2008 Концерт для флейти та симфонічного оркестру
- 2010 Друга редакція «Поеми скорботи» для симфонічного оркестру
- 2013 Симфонічна поема «Присвята Стефану Турчаку»
- 2015 Концерт № 3 для скрипки та симфонічного оркестру
- 2016 Концерт № 2 для віолончелі з оркестром.
- 2020 Концерт-сюїта для скрипки та малого симфонічного оркестру. «В стилі ретро»

### Камерні твори
- 1966 Сонатина для фортепіано.
- 1968 Концертіно для флейти та скрипки.
- 1971 Сюїта для струнного квартету.
- 1971 Соната № 3 для віолончелі та фортепіано.
- 1971 Камерна симфонія № 1 для скрипки, флейти, кларнета, тромбона, арфи, фортепіано, літавр, дзвонів та ксилофону.
- 1972 Соната для фортепіано.
- 1972 Дві п'єси для скрипки та віолончелі.
- 1972 «На верховині» триптих для скрипки та фортепіано.
- 1973 Квартет для струнних.
- 1979 Елегія пам'яті С.Людкевича для струнного оркестру.
- 1980 Камерна симфонія № 2 для двох флейт, гобоя, кларнета, фагота, фортепіано, ударних та струнних інструментів.
- 1982 Камерна симфонія № 3 для флейти та 12 струнних інструментів.
- 1987 Камерна симфонія № 4 (Пам'яті поета) для баритона та камерного оркестру, слова О.Пушкіна.
- 1987 «Диктум» для камерного оркестру.
- 1992 «Музика рудого лісу» тріо для скрипки, віолончелі та фортепіано.
- 1992 «Сумної дримби звуки» п'єса для віолончелі та фортепіано.
- 1993 Музика небесних музикантів, квінтет для флейти, гобоя, кларнета, фагота та валторни.
- 1993 Камерна симфонія № 5 «Потаємні поклики», для кларнета та камерного оркестру.
- 1994 «Що сталося в тиші після відлуння», для флейти, кларнета, скрипки, віолончелі, фортепіано та ударних.
- 1995 «Тривоги осінніх днів». Концерт для валторни та камерного ансамблю. Камерна симфонія № 6.
- 1996 «Квітучий сад та яблука, що падають у воду» Тріо для кларнета, альта та фортепіано.
- 1996 «Смиренна пастораль», для скрипки, альта та віолончелі.
- 1996 «Гра над прірвою». Концерт для кларнета соло.
- 1996 Соната для кларнета соло.
- 1996 Монолог для кларнета соло. (П'єса).
- 1996 Жертва отрока Господнього. Пассакалія для органу.
- 1996—1998 Камерна симфонія № 7 для скрипки соло, клавесина, челести, фортепіано та камерного оркестру.
- 1997 Камерна симфонія № 8 для голосу, флейти, кларнета, скрипки, віолончелі, фортепіано та ударних інструментів.
- 1997 «Шлях і кроки», п'єса для скрипки та камерного оркестру.
- 1997 Українська поема, п'єса для скрипки та фортепіано.
- 1997 Елегія. Для струнного квартету.
- 1998 Іділія. Для флейти та фортепіано.
- 1998 Дві Пассакалії «Для віку, що приходить та віку, що минає» для флейти, кларнета, гобоя, фортепіано та струнного оркестру.
- 1998 «Свято труб» для 16 труб.
- 2000 «Quid pro quo». Камерна симфонія № 9 для фортепіано соло та струнного камерного оркестру.

### Музика до художніх, телевізійних, документальних кінофільмів, серіалів, мультфільмів, театральних вистав
- 1973 «Народжена революцією», 9 серій, кіностудія ім. О.Довженка, Київ.
- 1980 «Лісова пісня. Мавка», художній фільм, кіностудія ім. О.Довженка, Київ.
- 1981 «Ярослав Мудрий», художній фільм, кіностудія ім. О.Довженка, Київ.
- 1983 «Легенда про княгиню Ольгу», художній фільм, кіностудія ім. О.Довженка, Київ.
- 1983 «Прискорення», художній фільм, кіностудія ім. О.Довженка, Київ.
- 1985 «Устим Кармелюк», телефільм, 5 серій, кіностудія ім. О.Довженка, Київ.
- 1986 «Украдене щастя», 2-х серійний телевізійний фільм. «Укртелефільм». Київ.
- 1988 «Камінна душа», художній фільм, кіностудія ім. О.Довженка, Київ.
- 1988 «Зона», художній фільм, кіностудія ім. О.Довженка, Київ.
- 1991 «Війна на західному напрямку»
- 1991 «Ніч у маю»[10][11]
- 1991 «Ізгой»/ «Пам'ятай», художній фільм, кіностудія «Земля-Фест», Київ.
- 1994—1995 «Час збирати каміння», серіал, 5 серій. «Укртелефільм».
- 1995—1996 «Острів любові» (у співавт.)
- 1996 «Вирок». «Укртелефільм».
- 1996—1997 «Роксолана». 25 серій. «Укртелефільм», Київ.

## Звання
- 2024 — Почесний громадянин Києва[12]